# 13197 Pontecorvo
13197 Pontecorvo eller 1997 DC är en asteroid i huvudbältet som upptäcktes den 17 februari 1997 av den italienske astronomen Vincenzo Silvano Casulli vid Colleverde-observatoriet. Den är uppkallad efter den italienska fysikern Bruno Pontecorvo.
Den tillhör asteroidgruppen Nysa.